# 獨弦琴
獨弦琴又稱一弦琴，使用纯律定音。是東亞一類單弦樂器的統稱，見於中國、越南。
日本一弦琴則是在平安時代初期的延曆年間傳入。據《日本後紀》載，當時有一名學會漢語的天竺人把一弦琴帶到日本，到江戶時代又再由中國傳入一弦琴。
而现今被人们使用最为广泛，且一直应用于世界音乐舞台的独弦琴，专指越南的独弦琴。这种乐器最初使用于合奏音乐当中，后来经过改良，与电音音响相连接，成为了一种重要的独奏乐器。独弦琴的一根琴弦安置在窄长方形的共鸣箱之上，一端固定与底座，另一端则固定在一根具有弹性的金属条之上。演奏者演奏时用右手小指触弦，剩余三个手指握住拨子进行弹弦发出泛音，同时用左手移动金属条来伸缩琴弦改变音高，具有极为独特的音色效果。